# Marktplatz 5 (Günzburg)

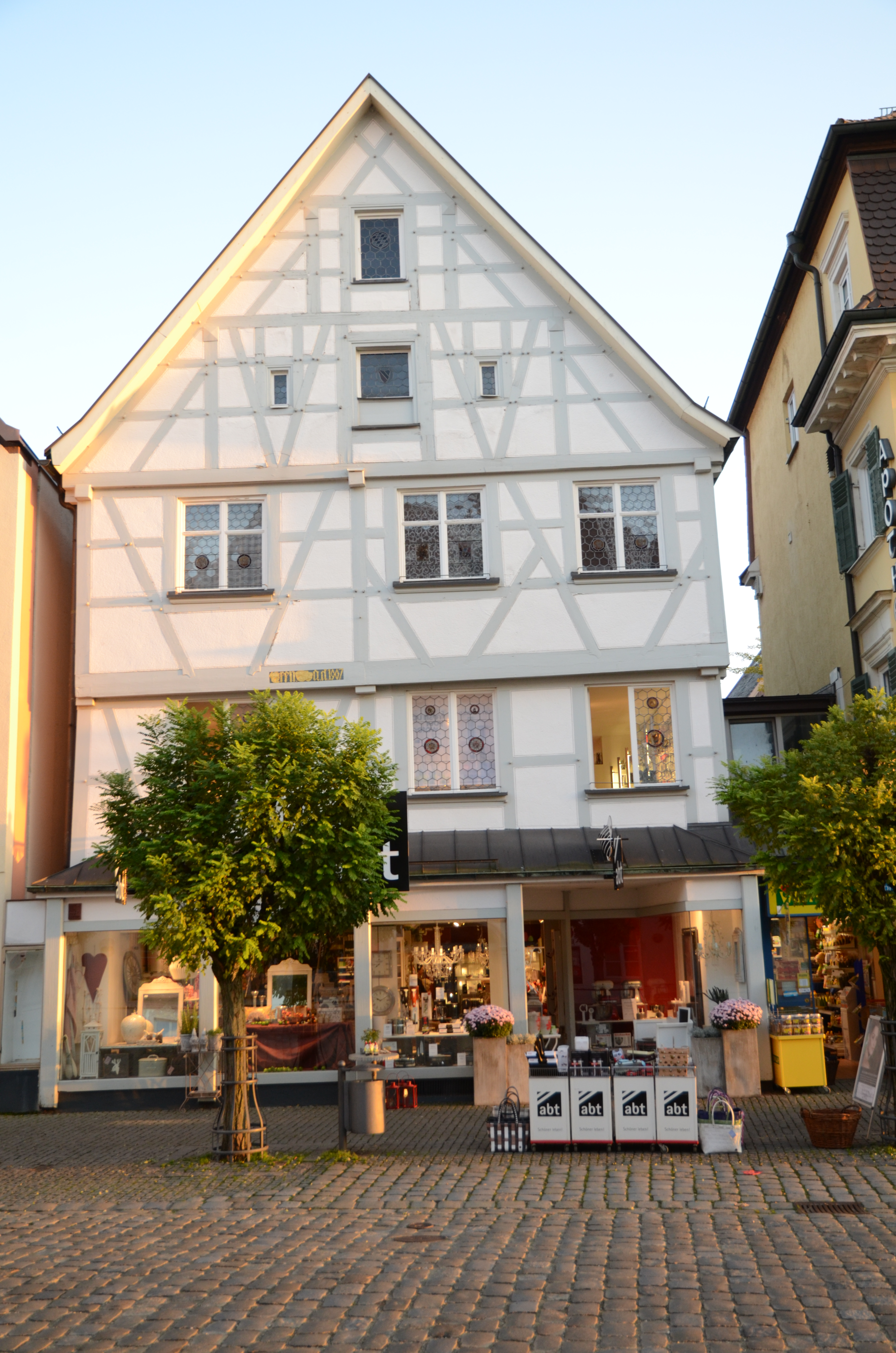
Haus Marktplatz 5 in Günzburg

Das Gebäude Marktplatz 5 in Günzburg, einer Stadt im schwäbischen Landkreis Günzburg, wurde im Kern im 17. Jahrhundert errichtet. Das Fachwerkhaus ist ein geschütztes Baudenkmal.

## Geschichte
Das Haus war im 18. Jahrhundert im Besitz der Stadt und wurde vom Stadtschreiber genutzt. Anfang des 19. Jahrhunderts wurde das Rückgebäude, ein Stadel an der Hofgasse, abgebrochen, um einem Wohnhaus Platz zu machen. 1956/57 wurden die beiden Untergeschosse umgestaltet, wobei der barocke Vorbau durch eine Konstruktion aus Glas und Stahl ersetzt wurde.

## Beschreibung
Der dreigeschossige, giebelständige Satteldachbau besitzt drei Fensterachsen. Das Fachwerk wurde 1907 erneuert. Das zweite Obergeschoss und der Giebel kragen auf vorstehenden Balkenköpfen etwas vor. Die Fenster wurde im Laufe der Zeit vergrößert. Der Keller besitzt ein Tonnengewölbe.